# 超音速推進號

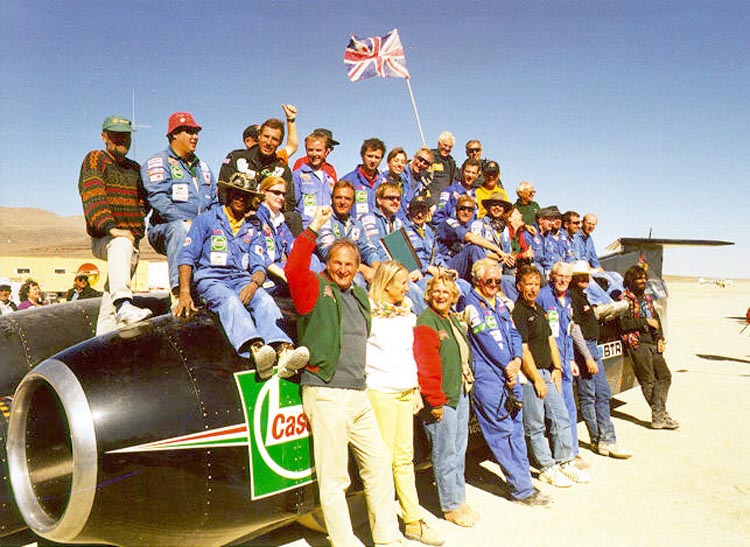
超音速推進號團隊合照

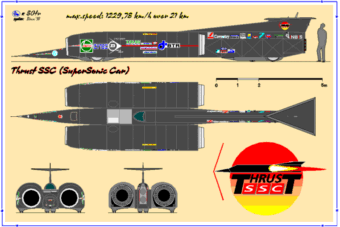
超音速推進號的各視角繪圖

超音速推進號（Thrust SSC，SSC是「超音速車」SuperSonic Car的縮寫）是一輛由英國人設計製造，使用兩具戰鬥機用渦扇引擎（Turbofan Engine/Jet Engine）為動力，專門用來打破世界陸上速度記錄（Land Speed Record，經常被簡稱為LSR）的特殊車輛。Thrust SSC除了是2005年世界陸上極速紀錄冠軍之外，它也是第一輛在官方認證下，突破音障的陸上載具，創下一英里距離內平均車速1227.99公里/小時（763.035英里/小時）的驚人成績。

超音速推進號和推進號2都在英國考文垂的考文垂交通博物館展出（Coventry Transport Museum）。作為博物館重建項目的一部分，兩輛載具都由專業運輸商從博物館的速度精神畫廊(Spirit of Speed Gallery)搬遷到 2015 年開放新的比法獎陸地速度記錄庫。

## 細節
Thrust SSC是由LSR領域非常知名的英國老將理察·諾伯（Richard Noble）與一位退休的英國陸基防空飛彈空氣動力學專家朗·艾爾（Ron Ayers）合作設計的噴射動力車，使用兩具原本是用於英國皇家空軍F-4幽靈二式（Phantom II/F-4 Phantom）戰鬥機的軍用版勞斯萊斯「斯佩」系列渦扇引擎（Rolls-Royce "Spey"）做為動力來源，包括初期用來測試車輛基本穩定性、輸出較小的Spey Mk 202，與正式測速時實際使用、動力較強大的Spey Mk 205型。Spey系列引擎其實從未正式推出過使用「Mk 205」這種代號的版本，取而代之的，有許多Mk 202型引擎在出廠後追加了用來提升穩定性與耐用性的改良套件，而Mk 205則是用來稱呼一些直接在出廠時就內建改良套件的強化版Mk 202型之慣稱。由於材料經過改良，Mk 205可以承受比Mk 202更高的渦輪機溫度，透過供油系統的修改噴入較多的燃料後，產生出比標準型Mk 202更大的推進力。相對於Mk 202約20,500磅的推進力，改良型的Mk 205擁有高達25,000磅的推力，使得使用兩具Spey Mk 205作為動力的Thrust SSC，擁有相當於145輛一級方程式賽車的驚人推進能力。
在總數超過50,000磅的最大推進力之下，重約10噸的Thrust SSC初步估計可以在4秒之內由靜止加速到161公里/小時的速度，在16秒內由靜止加速到1,000公里/小時，如果順利的話，它理論上可在半分鐘內劃過8公里長的距離，並且達到1370公里/小時（約850英里/小時）的理論極速。
實際負責駕駛Thrust SSC挑戰世界紀錄的安迪·格林（Andy Green）是一位現役的英國皇家空軍戰鬥機駕駛員，在英軍的幽靈式戰鬥機退役之前，他原本是個駕駛此型戰機的高手。雖然在過去十餘年的世界紀錄挑戰中Thrust SSC的計劃發起人兼總監的理察·諾伯一直是親身上陣駕駛挑戰車輛，但在這次的計劃中諾伯決定退居幕後不自己上陣，改以選秀淘汰的方式選出了安迪·格林來實際駕駛紀錄挑戰車。為了習慣超音速車獨特的後輪轉向設計，格林曾在英國本土利用一輛加長軸距與改為後輪轉向的奇怪舊型奧斯丁Mini改裝車練習如何利用後輪控制轉向。根據車隊方面表示，後輪轉向車在超高速的直線行使上擁有勝過前輪轉向設計的直線穩定性，這對於習慣前輪轉向的絕大部分汽車駕駛來說，是種很難理解與想像的事實。

## 歷史

### 緣起
Thrust SSC計畫的發起人理察·諾伯（Richard Noble）是個在1970到1980年代間，就已非常活耀於陸地極速紀錄挑戰界的名人，曾經在1983年10月4日時，駕駛以一具勞斯萊斯亞文式噴射引擎（Rolls-Royce "Avon" Turbojet）為動力的速度挑戰車「推進二號」（Thrust2），在美國內華達州雷諾城北200英里的黑岩沙漠（Black Rock Desert）中，以往返各一趟1英里區間內平均車速1019.47公里/小時（633.468英里/小時）的成績，拿下那時的正式世界陸地極速頭銜。在此之前，1979年時美國人史坦·巴瑞特（Stan Barrett）曾駕駛一輛命名為百威火箭（Budweiser Rocket）的紀錄挑戰車跑出749英里/小時的成績，但因為百威火箭的燃料槽容量過小無法在一個小時的中間整備時間內及即時補充燃料、調頭、進行第二次反方向的加速測時，因此百威火箭的紀錄並不符合正式紀錄規則的要求而鮮少被承認是世界紀錄。
然而，諾伯雖然靠著推進二號拿下世界紀錄頭銜，卻對自己的表現不很滿意。這是因為推進二號創下的紀錄僅僅只比13年前的1970年時，前代紀錄保持者美國人蓋瑞·加伯利希（Gary Gabelich）的藍火焰號（Blue Flame）那1001.67公里/小時（622.407英里/小時）的成績快了不到20公里/小時，進步程度有限（世界紀錄認證單位要求的最小進步幅度是1%，而諾伯只跑出2%的勉強及格成績），除此之外推進二號也未能在1公里區間長度的測試項目上贏過前代冠軍（這表示推進二號的瞬間高速能力沒有前代冠軍強），等於是個半調子的陽春世界紀錄。諾伯深知如果要成為貨真價實的世界紀錄保持者，下一個要挑戰的關卡是700英里/小時，這對於速度挑戰者來說是個非常關鍵的魔法數字，因為700英里/小時已經非常接近聲音在地表的傳遞速率，而物理學告訴我們要突破音障所需面對的問題，與次音速的領域是不可相提並論的。但是，推進二號僅有的一具渦輪噴射引擎不可能提供突破音障所需的力量，於是諾伯只好將這個目標暫時擱置，開了一家小公司經營起平價輕型飛機的製造與銷售，與挑戰駕船橫跨大西洋的世界紀錄。
一直到多年之後的1990年時，發生了兩件讓諾伯決定從操舊業的事情。其一是諾伯在波奈維爾鹽床（Bonneville Salt Flats，一個非常知名的起步加速競賽勝地）遇到了他長年來的老對手，美國籍的五屆世界極速紀錄保持人克雷格·布瑞勒夫（Craig Breedlove）。布瑞勒夫告訴諾伯他先前才剛取得兩具奇異（GE）出品的J-79渦輪噴射引擎（J-79是美國版的F-4幽靈式戰鬥機所使用的引擎，除此之外，早期型的F-16戰隼式戰機也是使用這款非常經典的航空動力系統），打算利用這兩具引擎作為他著名的「美國精神號」（Spirit of America）挑戰新一代世界極速紀錄的推力源。諾伯很明白如果順利的話，布瑞勒夫極有可能成功突破音障，為了不讓美國人的團隊搶得超音速俱樂部的第一張會員，他開始募集贊助商籌措資金來源、尋找適合的合作團隊與動力來源，開始了接下來的一系列英美超音速對抗。
另一個讓諾伯決定重新啟動陸地極速紀錄挑戰計劃的原因，則是他在參觀英國的布魯克蘭博物館（Brooklands Museum）時，結識了在那裡當館內導遊解說員的朗·艾爾。退休後在博物館當導遊義工的朗·艾爾並不是個小人物，他是英國軍方負責發展獵犬式地對空飛彈（Bloodhound）時，研發單位的首席空氣動力工程師。兩個對挑戰速度紀錄皆有高度興致的老手在偶然的機會湊在一起，於是決定正式開始攜手合作研發新一代的速度紀錄挑戰車，也就是日後的Thrust SSC。

### 嘗試與波折
根據規劃，在實際進行極速挑戰之前，Thrust SSC需經過四個不同階段的測試，第一階段是初期的引擎點火測試，再來是引擎全預熱測試，慢速跑道測試，與全預熱跑道測試。Thrust SSC是在位於英國法恩堡機場（Farnborough Airfield，也就是著名的法恩堡航空展之舉辦場地）的防衛研究局（Defence Research Agency, DRA）進行實車測試，該計畫在英國的總部也設在法恩堡機場內。在1996年9月3日，法恩堡航空展舉行的期間，挑戰計畫的重要贊助者之一、英國的肯特郡麥可親王（HRH Prince Michael of Kent）參觀了Thrust SSC計畫的總部。而在9月8日，另一位皇族參觀了Thrust SSC的基地——已逝約旦國王侯赛因·本·塔拉勒的拜訪不只是單純的給予挑戰團隊鼓勵，配合上皇家約旦航空（Royal Jordanian Airlines）對Thrust SSC計畫的贊助，胡笙國王邀請英國團隊作為他與約旦皇家空軍的貴賓，到該國的賈夫沙漠（Jafr Desert）挑戰陸地極速紀錄，該國將提供位於賈夫的費薩爾國王空軍基地（King Feisal Air Base, Al Jafr）作為挑戰隊伍的臨時駐所。而在法恩堡航空展的活動期間，在大西洋另一頭的波奈維爾鹽床上，克雷格·布瑞勒夫與他的美國精神號團隊，已經開始實際進行紀錄挑戰前的測試。
不過，縱使有這麼多的好消息，Thrust SSC的第一次實車上路還是有點讓人失望。1996年9月23日Thrust SSC在法恩堡機場的跑道上首次依靠自身的動力在陸面上移動，以73%的推力進行靜止、加速到40英里/小時、煞車到滑行車速、再加速到70mph的慢速測試。不料就在第一段加速完成進行煞車的瞬間，Thrust SSC的兩個前輪因為煞車性能太好而鎖死打滑，左前輪與右前輪相繼爆胎，結果使得噴射車癱瘓在法恩堡機場25與29號跑道的交叉點達兩小時，最後才利用大型吊車移除返回機棚，迫使幾架預定要降落在該機場的民航機移轉到其他機場降落。
在排除了一些初期的問題之後，Thrust SSC分別在1996年的秋天與1996年冬、1997年春之間，前往約旦進行陸上極速紀錄的挑戰，但礙於賈夫沙漠的地面太過堅硬所造成的高速震動問題，與中東地區過度嚴苛的氣候特性，極速挑戰沒有得到預期的成果，只留下870公里/小時（540英里/小時）的紀錄。英國挑戰隊終於在隔年沙漠風暴季節來臨之前，放棄在約旦創下紀錄的嘗試，返回英國重新整備，迎接1997年夏季起，在美國進行的下一次挑戰。在這段期間，美國隊在內華達州黑岩沙漠發生了重大意外，1996年10月28日美國精神號在將近1085公里/小時的超高速下，車身向右傾倒、飛出測試道界線外足足3公里遠，撞毀的車鼻讓駕駛人克雷格·布瑞勒夫暴露在高速空氣中卻束手無策，雖然事後布瑞勒夫毫髮無傷，但因美國精神號損毀嚴重需要很大規模的修復，使得打破音障的第一張後補會員資格，又傳回到英國團隊手中。

### 登上巔峰
在與FIA（世界汽車聯盟）的協議中，要作為世界上第一個在陸地上打破音障的人，安迪·格林得在黑岩沙漠上來回往返預計路線各一次，以極速持續行駛1英里（其中包括較短的1公里版本成績），取兩次測試的平均值做為正式成績，以消彌因風向而影響成績的可能。在兩次測試期間Thrust SSC號與它的工作小組有一個小時整的時間可以進行重新整備、調校與掉頭的工作，在這樣的規則下如能跑出1.01馬赫的速度，就算獲得世界第一人（車）的資格。
Thrust SSC在1997年9月25日曾一度創下1149.30公里/小時（714.144英里/小時）的1英里區間平均車速，原本是有資格打破世界紀錄，但卻因為中間的整備時間正好超過一小時些許，因此不被視為是正式成績。為了正式打破紀錄與實際突破音障，英國挑戰隊繼續留在黑岩沙漠持續的測試與嘗試，終於在1997年10月15日，分別在往返兩趟計時中分別創下1222.526公里/小時（759.333英里/小時 = 1.015馬赫）與1234.24公里/小時（766.609英里/小時 = 1.020馬赫）的成績，兩次都明確的產生超過音速瞬間的音爆現象。位於巴黎的世界車輛運動會議（World Motor Sport Council ）在11月11日給予正式認證，Thrust SCC在10月15日創下1227.985公里/小時的一公里區間世界陸上極速紀錄，與1223.657公里/小時的1英里區間世界陸上極速紀錄，是世界上首度在陸地上打破音障的壯舉。湊巧的是，這天正好離人類第一次突破音障——由美國傳奇的試飛飛行員查克·葉格（Chuck Yeager）駕駛貝爾（Bell）X-1火箭實驗機創下，正好隔了50年又一個月不到。

### 後記
如同大部分的世界紀錄挑戰隊伍一樣，Thrust SSC團隊在完成嘗試留下歷史性的紀錄之後，就回到故鄉英國解散隊伍，回歸各自原本的工作崗位。而挑戰時所使用的各式設備、活動基地與最重要的挑戰車本身，則以拍賣出售的方式處理。目前，Thrust SSC與它的前輩Thrust2，都被安置在位於英格蘭工業城科芬特（Coventry）的柯芬特里交通博物館中展示。
約旦的胡笙國王在Thrust SSC打破世界紀錄後，親自寫信給理察·諾伯表示恭賀之意。根據諾伯的說法，胡笙國王是他與整個挑戰團隊所遇過的支持者中，最具有啟發意義的一位。

## 外部連結
- 超音速推進計劃官方網站 （页面存档备份，存于）（英文）